# 비비언 골드먼

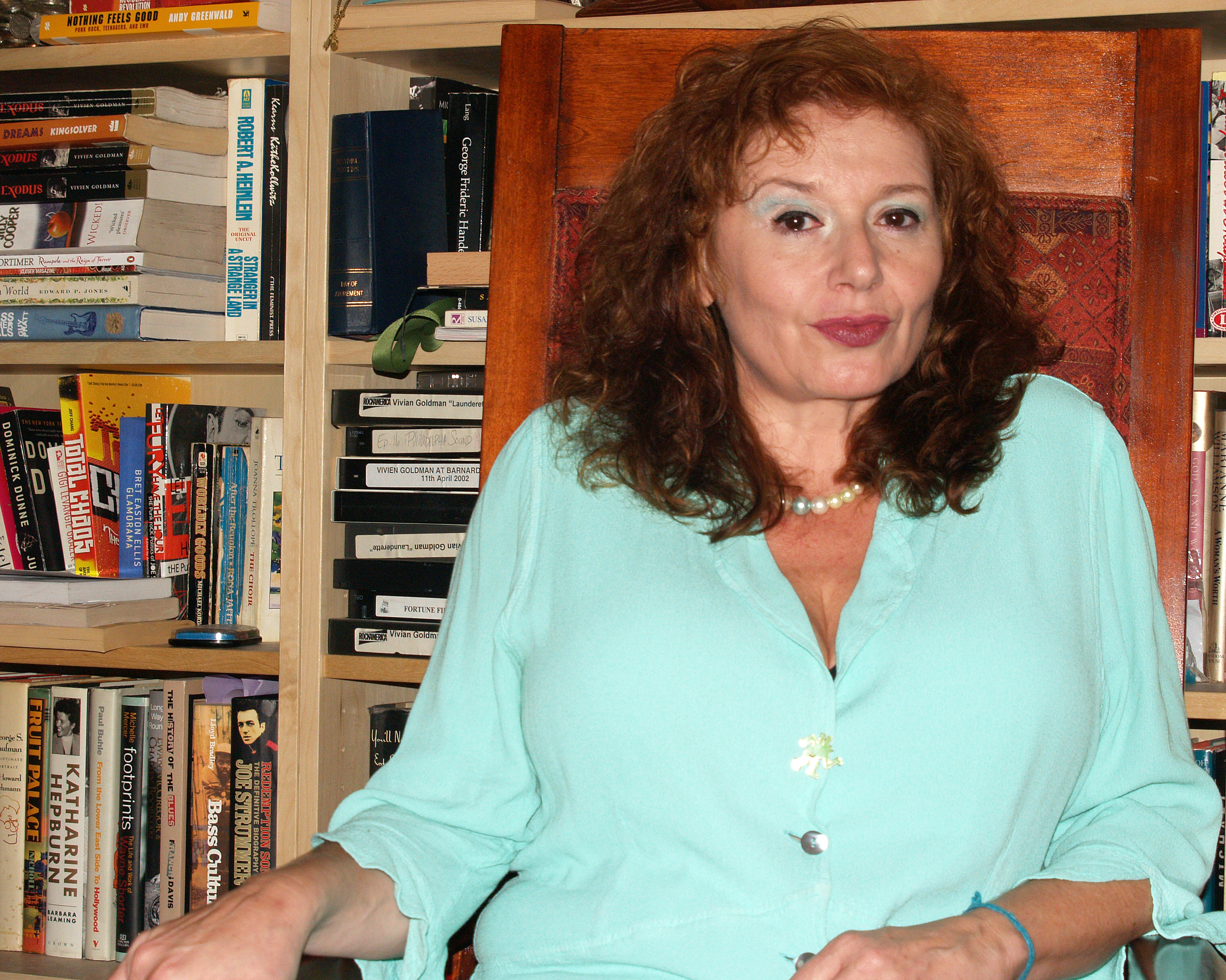
비비언 골드먼의 모습

비비언 골드먼(Vivien Goldman, 1952년 ~ 현재)는 영국의 저널리스트, 작가이자 음악가이다.

## 생애

### 초기
골드먼은 1952년 나치 독일에서 도망친 유대계 독일인의 자식으로 런던에서 태어났다. 워릭 대학교 미국 문학을 전공하였다.

### 음악 및 평론
골드먼은 파리스에 1년 반동안 살며 뉴 웨이브 듀오 샹타주의 멤버로 활동하며 프랑스 내에서 인기를 얻었다. 골드먼은 1981년 존 라이든과 에이드리언 셔우드가 프로듀싱한 《Dirty Washing》 Ep를 발매했다. EP는 에드 발만의 99 레코드에서 1981년 6월 3일 처음으로 발매됐다. 이후 1981년 8월 〈Launderette〉와 〈Private Armies〉가 영국에서 7인치 싱글로 발매됐다.
골드먼은 음악 잡지 뉴 뮤지컬 익스프레스(NME), 멜로디 메이커 및 사운즈에서 레게, 펑크 록 및 포스트펑크에 대한 글을 썼다. 플라잉 리저드의 멤버로 활동했으며, NME의 동료이자 프리텐더스의 가수였던 크리시 하인드와 함께 살았다.
골드먼은 매시브 어택의 〈Sly〉에서 매시브 어택과 함께 작곡 크레딧에 기재됐다. 또한 밥 말리의 첫 영국 홍보 담당자이자 키드 크리올의 전기 작가였다. 1983년 유고슬라비아 밴드 아이돌리와 〈Vetar i zastave〉라는 노래를 불렀다.

### 학술
골드먼은 다큐멘터리 작가이자 뉴욕 대학교에서 펑크 및 레게학 겸임 교수이자, 럿거스 대학교 음악 문화 및 산업학 겸임 교수로 재직하고 있다. 2007년 1월, BBC 아메리카는 웹사이트에 《펑크 교수에게 물어보세요》(Ask the Punk Professor)라는 이름의 정기 특집 기사를 게재하기 시작하였고, 골드먼은 질문에 답하고 시사를 논평했다.

## 저서
- Revenge of the She-Punks (2019)
- The Book of Exodus: The Making and Meaning of Bob Marley and the Wailers' Album of the Century (2006)
- The Black Chord: Visions of the Groove: Connections between Afro-Beats, Rhythm and Blues, Hip Hop, and More (with David Corio) (1999)
- Pearl's Delicious Jamaican Dishes: Recipes from Pearl Bell's Repertoire (1992)
- Kid Creole and the Coconuts: Indiscreet (1984)
- Bob Marley, Soul Rebel – Natural Mystic (1981)